# 京都維新の会
京都維新の会（きょうといしんのかい）は、日本維新の会の京都府総支部。京都府の地域政党でもある。略称は、京都維新（きょうといしん）。
衆議院と京都府内の1府10市1町の議会の計19名で活動している。同名の地域政党・京都維新の会が前身。

## 党史

### 発足
2012年10月5日、自民党所属でかつては京都府議会議長や自民党京都府連幹事長をも務めたこともあり、かねてより国政進出へ意欲を示していた田坂幾太が、橋下徹率いる日本維新の会と連携する政治団体「京都維新の会」の設立を京都府選管に届け出て、田坂自身を代表とする京都維新の会が発足する。

### 旧・日本維新の会（維新の党）時代
翌、10月6日午後、代表の田坂が大阪にて、橋下や日本維新の会幹事長の松井一郎大阪府知事らと会談した。この場で田坂が「京都で維新の会を立ち上げた。よろしくお願いしたい」と橋下らに言うと、橋下も「一緒に頑張りましょう」と応じ、この会談をもって正式に連携することが合意決定した。
さらに、10月11日、代表の田坂が正式に自民党を離党し、党籍を離脱した。それから5日後の10月16日、大阪府庁内で大阪維新の会の今井豊と田坂が会談し、その場で「京都府内での「維新」の取りまとめ役」の役目を京都維新の会が担うよう依頼されたという。
最終的には10月24日に、代表の田坂と日本維新の会の副代表である今井豊が、大阪府庁内で面会し、両者が協定書に署名し、正式に連携がスタートした。これに伴い、関西では初めて日本維新の会と連携する政治団体が設立されたこととなった。
2012年10月28日、京都市下京区内のビルで事務所開きを行う。この場には、坂井良和大阪市議団団長以下、日本維新の会所属の大阪市議会議員7人も駆け付けたほか、橋下が祝電を寄せた。また、この時点で連携協議を行っている最中であった福知山市の福知山維新の会所属の市議や京都乙訓維新の会を発足させた大山崎町議も出席した。この場では、みんなの党所属で元衆院議員の清水鴻一郎が、顧問に就任することが明らかにされたほか、みんなの党所属の清水祐子京都市会議員が入党予定であることが明らかにされた。なお、この時点ですでに、田坂以外に城陽市議会議員の大西吉文と土居一豊、そして精華町議会議員の三原和久の合計3名が入党している。
同年12月16日の第46回衆院選に際し、代表の田坂幾太は京都府議会議員を辞し、日本維新の会公認候補として京都1区から出馬したが、落選した。
これにより、京都維新の会は京都府議会における議席を失った。この選挙戦のさなか、田坂陣営で選挙違反行為が行われていたことが明らかとなっている。
2014年9月21日、日本維新の会と結いの党が合併したことにより、維新の党京都府総支部が誕生した。

### 現・日本維新の会時代
2016年1月、おおさか維新の会の支部とすることを選管に届け出た。同年4月に行われた衆議院議員京都府第3区補欠選挙にて候補者を擁立するも惨敗する。この補欠選挙の際に候補者擁立や選挙戦を巡る方針の違いが表面化し、敗戦後には京都維新の会幹事長を務めていた京都市の豊田貴志市議が責任を取って幹事長を辞任する。また、豊田は6月3日に「ほかのメンバーと、政策実現の手法が違う」として、京都市会議員団の団長を辞任し会派からも離脱した。
2017年の第48回衆議院議員総選挙において森夏枝が、京都府第3区から日本維新の会公認で立候補。得票数は5候補者中4位、惜敗率26.202％であったが、重複立候補していた比例近畿ブロック名簿で単独1位であったため復活当選を果たし、京都維新の会初の国会議員となった。当選後、京都維新の会代表に就任した。
2019年4月7日、第19回統一地方選挙の前半戦において、京都府議会で現職1名と新人1名の2名が当選。京都市会では現職3人と伏見区新人1名加え、推薦した西京区の無所属現職も当選。 これにより5人（推薦含む）が当選し「交渉会派」に復帰した。
同年7月29日、日本維新の会代表の松井一郎大阪市長が2020年京都市長選挙で独自候補の擁立を目指す意向を明らかにし、31日から候補者公募を開始していた。しかし、候補者公募に難航し結局は自主投票となった。
同年9月16日、京都維新の会の臨時全体会議が開かれ、役員改選と新体制が発足した。副代表に高見孝志（木津川市議）、幹事長に菅谷浩平（京都市議、北区選出）、政調会長に西條利洋（長岡京市議）などが新たに選出された。
2020年4月26日、京丹後市議会議員選挙で新人の冨田恵輔が2148票を獲得し、トップ当選を果たした。京都維新の会幹事長代理の森川央（京都市議）が「維新初の京都北部進出、維新拡大の一里塚にしたい」と述べているように衆院京都5区内で初めての擁立だった。
2022年4月10日、府議補選京都市北区選挙区（欠員1）で、新人の畑本義允が当選。
同年8月5日、京都維新の会は京都市会において、京都党と新会派を結成した。これによって8人の会派となり交渉会派や条例提案が可能になった。
2022年11月20日に執行された舞鶴市議選で、同党所属の現職1人新人2人の計3人全員が当選した。
2023年4月9日、第20回統一地方選挙の前半戦において、京都府議会で9人、京都市会で10人が当選した。
2024年12月15日、日本維新の会共同代表の前原誠司を代表に充てる人事を決めた。

## 政策・主義
大阪維新の会や日本維新の会の綱領「維新八策」の京都版といえる「維新・京都八策」を制定している。このため、教育分野への首長の介入権限の強化を図った教育基本条例など大阪維新の会が大阪府・大阪市で制定した条例と同じ趣旨の条例を京都府内でも作成し成立させることや、議員報酬の3割カットや議員定数の2割削減などの実現も公約としている。

## 役職 ・役員
| 役職名         | 役職名         | 氏名       | 議会               |
| -------------- | -------------- | ---------- | ------------------ |
| 代表・役員     | 代表・役員     | 前原誠司   | 衆議院議員         |
| 副代表・役員   | 副代表・役員   | 宇佐美賢一 | 京都市議（左京区） |
| 幹事長・役員   | 幹事長・役員   | 畑本義允   | 京都府議（北区）   |
| 総務会長・役員 | 総務会長・役員 | 上田毅     | 京田辺市議         |
| 政調会長・役員 | 政調会長・役員 | 松山 雅行  | 亀岡市議           |

- 2023年9月21日現在[24][25]。

## 所属議員・支部長
| 議会       | 議会                                   | 氏名           |
| ---------- | -------------------------------------- | -------------- |
| 衆議院議員 | 衆議院議員                             | 前原誠司       |
| 京都府議   |                                        |                |
|            | 北区                                   | 畑本よしまさ   |
|            | 下京区                                 | 田中しほ       |
|            | 右京区                                 | 竹内さや       |
|            | 西京区                                 | 畑本くにえ     |
|            | 伏見区                                 | 上倉淑敬       |
|            | 宇治市•久御山町                        | くすおか誠広   |
|            | 長岡京市・大山崎町                     | さいじょう利洋 |
|            | 八幡市                                 | 西山たつお     |
|            | 木津川市•南山城町 和束町•精華町•笠位町 | ふでやす祥一   |
| 京都市議   |                                        |                |
|            | 上京区                                 | 中高しゅうじ   |
|            | 左京区                                 | 宇佐美賢一     |
|            | 西京区                                 | 北川みき       |
|            | 下京区                                 | 北尾ゆか       |
|            | 南区                                   | 土方りさ       |
|            | 右京区                                 | こうち大輔     |
|            | 伏見区                                 | くぼたまさき   |
|            | 伏見区                                 | もりもと英康   |
| 福知山市議 | 福知山市議                             | 岩崎たかひろ   |
| 舞鶴市議   | 舞鶴市議                               | 福本あすか     |
| 舞鶴市議   | 舞鶴市議                               | 広瀬のぼる     |
| 宇治市議   | 宇治市議                               | 秋月しんじ     |
| 宇治市議   | 宇治市議                               | 藤田ともはる   |
| 亀岡市議   | 亀岡市議                               | 松山まさゆき   |
| 城陽市議   | 城陽市議                               | 藤田さち子     |
| 向日市議   | 向日市議                               | 村田みつたか   |
| 向日市議   | 向日市議                               | 青山まゆみ     |
| 向日市議   | 向日市議                               | はせがわ愛     |
| 長岡京市議 | 長岡京市議                             | 中村りょうた   |
| 八幡市議   | 八幡市議                               | 山口かつひろ   |
| 八幡市議   | 八幡市議                               | かのう義之     |
| 八幡市議   | 八幡市議                               | 寺田けいすけ   |
| 京田辺市議 | 京田辺市議                             | 上田たけし     |
| 京田辺市議 | 京田辺市議                             | 早川ゆきお     |
| 京田辺市議 | 京田辺市議                             | ありた幸平     |
| 京丹後市議 | 京丹後市議                             | とみたけいすけ |
| 木津川市議 | 木津川市議                             | 谷川みつお     |
| 木津川市議 | 木津川市議                             | 山崎こうすけ   |
| 木津川市議 | 木津川市議                             | 小見山正       |

- 計38名
- 2023年9月21日現在[26]。

### 首長
| 首長   | 首長   | 氏名     |
| ------ | ------ | -------- |
| 舞鶴市 | 舞鶴市 | 鴨田秋津 |

### 支部長
| 衆院選小選挙区 | 衆院選小選挙区 | 氏名       |
| -------------- | -------------- | ---------- |
| 京都1区        | 京都1区        | 堀場幸子   |
| 京都3区        | 京都3区        | 木村元紀   |
| 京都4区        | 京都4区        | 松井はるき |
| 京都6区        | 京都6区        | 中嶋秀樹   |

## 不祥事・騒動
- 2017年10月30日、森川央（京都市議、西京区選出）が2012~13年度の政務活動費に計上したレンタカー代について不適切な支出があったとしてガソリン代と合わせて全額約119万円を市に返還したことが判明した[27]。政務活動費に計上したレンタカー代について不適切な支出があったとして市民団体より住民監査請求が出され、請求を受けて調査していた市監査委員は「給油量の７割がレンタカー以外のマイカーなどに給油された疑いがある」とする監査結果を発表した[27]。監査結果によると、森川市議はマイカーを複数台所有しながらレンタカーを利用した理由について「政務活動とそれ以外の活動を明確に分けるため」と説明していた[27]。しかし、ガソリン代の領収書を調べたところ、レンタカーの燃料タンクの容量を超えた給油量が記されていた事例や、レンタカー用に給油するとは考えにくいハイオクガソリンを入れる事例など、両方の不自然な事例が給油量全体の7割に上ったという[27]。森川市議の弁明として「東北など遠方地視察で大型車のマイカー使用が増えた」としているが、使用状況を裏付ける資料がなかったためレンタカー代約77万円とガソリン代約42万円を市に返還した[27]。

- 2018年7月17日には、当時所属していた谷川俊規（京都府議）に政務活動費の一部に不適切な支出があったことから、疑惑払拭まで党員資格を停止する処分を下した[28]。谷川府議は2016年参院選における候補者の選挙活動に参加した際の交通費を政務活動費から全額支出していた[28]。これに市民団体は政務活動費から全額支出するのは不適切として住民監査請求を起こしていた[28]。また、京都府議会からも平成27年、28年の2か年分の収支報告書に対する点検結果の報告と修正などを求めていたが、谷川府議は体調不良を理由に入院中で、問題への説明や修正は行っていなかったため上記の処分を下した[28]。

- 2020年5月29日、京都維新の会幹事長代理を務める森川央が、2017年度の政務活動費において事務所の工事が行われなかったにもかかわらず、代金約7万5千円を政務活動費に計上しており、更に翌年実際に工事があった2018年度にも工事代金を計上していたため二重計上されていたことが判明した[29]。4月に工事代金の支出を巡る住民監査請求による監査を受けて政務活動費の二重計上が発覚したものであり、後日森川は17、18年度分の合計約15万円を市に返還していた[29]。同日には京都維新の会にて役員会を開いて森川を党員資格停止処分にし、京都市会議団も議員団活動停止処分にした[30]。なお、京都維新における処分の期限は「市民への説明責任を果たし、過去の支出に問題ないことを明らかにするまで」とされており、京都市会の山本恵一議長は市政務活動費交付条例に基づく調査を始め、二重計上についての経緯などについて6月5日を期限に回答を求めている[30]。また、6月6日付けで森川は日本維新の会を離党した。

- 『週刊新潮』 2020年10月1日号にて、会代表であり参議院議員である森夏江による党員買収とそれに関連したパワハラ疑惑が報じられた[31]。記事によれば、日本維新の会所属の国会議員には年間200人の党員確保というノルマがある一方で、党員集めに難航したため森が党費を肩代わりする条件で党員集めを支援者に依頼し、中には50人分の入党を仲介した支援者に対して10万円の謝礼を渡したという証言が上がっている[31]。これらの党費の肩代わり行為について、神戸学院大学法学部の上脇博之教授によれば、選挙区の有権者が自身で支払うべきお金を、選出議員自らが代わりに支払っていたとすれば公職選挙法で禁じられている寄附行為に当たると指摘している[31]。また、党員集めの手法に苦言を呈した当時の事務局長に対して、森は事務局長の給与を半額以下にカットした。しかし、それでも事務局長が辞めなかったので今度は自動車通勤を禁じた上、全体会議で事務局長の解雇を決議したといわれている[31]。
- 2022年11月5日、京都府総支部が2020年に支出した備品・消耗品費を33万4千円過大に政治資金収支報告書に計上していたことが発覚し、京都新聞が報じた[32]。当時の上倉幹事長は「記載ミス」で着服などはなかったと述べた。

### 世界平和統一家庭連合（旧統一教会）との関係
- 日本維新の会京都総支部が2022年8月23日までに行った調査で、京都府議1名が世界平和統一家庭連合（旧統一教会）と関係を持っていたことが報じられた[33]。接点が確認されたのは西京区選出の畑本久仁枝府議で2020年2月ごろに大学教授の講演会、21年5月ごろに自己啓発セミナーに同じ知人の誘いで出席したが、セミナー会場で旧統一教会の創始者である文鮮明の映像が流れ、初めて知人と教団の関係を知ったという。知人と教団との関わりを認知して以降、関係は断っている。